# زوج لاكس
في الرياضيات، وبالتحديد في نظرية المعادلات التفاضلية، زوج لاكس (بالإنجليزية: Lax pair)‏ هو زوج من المصفوفات المعتمدة على الزمن التي تقوم بوصف بعض حلول المعادلات التفاضلية.
أُنشأ هذا الزوج عالم الرياضيات بيتر لاكس لمناقشة الحلول في الأوساط المستمرة. إن تحويل التبعثر المعكوس inverse scattering transform تستخدم معادلات لاكس لحل مجموعة منوعة من ما يسمى بالنماذج القابلة للحل بشكل تام للفيزياء.

## التعريف
زوج لاكس هو زوج من المصفوفات أو المؤشرات {\displaystyle L(t),A(t)} تعتمد على الزمن وتقوم على فضاء هلبرت الثابت، عندما تكون
{\displaystyle {\frac {dL}{dt}}=[L,A]}
حيث أن {\displaystyle [L,A]=LA-AL.}
غالباً, كما في المثال أدناه، تعتمد {\displaystyle A} على {\displaystyle L} بالطريقة الموصوفة مسبقاً, إذاً هذه المعادلة الغير-خطية للمتغير {\displaystyle L} تعتبر كدالة للمتغير {\displaystyle t}.
عندئذ يمكن أن تكون كلاً من القيم الذاتية eigenvalue و الطيف المستمر continuous spectrum
للقيمة L مستقلة عن t. المصفوفات/المؤثرات L تُدعى الطيفية المتساوية isospectral كمتغير {\displaystyle t}.
الملاحظة الأساسية هي أن المعادلة الموجودة أعلاه هي على شكل اللامتناهي في الصغر infinitesimal form من عائلة المصفوفات {\displaystyle L(t)} التي لدى جميعها نفس الطيف، وذلك باستعمال المعطيات
{\displaystyle L(t)=g^{-1}(t)L(0)g(t)\,}
هنا، يمكن أن تكون الحركة g معقد بشكل تعسفي.
لنفترض العكس {\displaystyle L(t)=g^{-1}(t)L(0)g(t)} لعائلة قابلة للاختلاف لمرة واحدة بشكل تعسفي من المؤثرات القابلة للعكس {\displaystyle g(t)}.
ثم نرى التغاير
{\displaystyle {\frac {dL}{dt}}=-g^{-1}{\frac {dg}{dt}}g^{-1}L(0)g+g^{-1}L(0){\frac {dg}{dt}}=LA-AL}
with {\displaystyle A=g^{-1}{\frac {dg}{dt}}}.

## مثال
تكون معادلة كورتوغ-ديفارس (معادلة كي دي في) KdV equation
{\displaystyle u_{t}=6uu_{x}-u_{xxx}\,}
يمكن الآن إعادة صياغتها كمعادلة لاكس
{\displaystyle L_{t}=[L,A]\,}
مع
{\displaystyle L=-\partial ^{2}+u\,} (مؤثر ستورم–ليوفيل Sturm-Liouville operator)
{\displaystyle A=4\partial ^{3}-3(u\partial +\partial u)\,}
و هذا يفسر لعدد لانهائي من التكاملات الأولى لمعادلة كي دي في.

## معادلات مع زوج لاكس
هنالك أمثلة أخرى لأنظمة من المعادلات التي يمكن أن تُصاغ كزوج لاكس ومنها:
- معادلة بنيامين-أونو Benjamin–Ono equation
- معادلة شرودينغر اللاخطية المكعبة أحادية البعد
- نظام دافي-ستيوارتسون Davey-Stewartson system
- معادلة كادومتسيف-بيتفياشفيلي Kadomtsev–Petviashvili equation
- معادلة كورتوغ-ديفارس Korteweg–de Vries equation
- هرم كي دي في KdV hierarchy
- معادلة كورتوغ-ديفارس المعدلة Modified Korteweg-de Vries equation
- معادلة ساين-غوردون Sine-Gordon equation